# Р-5М
Р-5М (индекс ГРАУ: первоначально 8А62М, потом 8К51) — советский стратегический ракетный комплекс с ракетой средней дальности первого поколения. Р-5М является модификацией баллистического ракетного комплекса Р-5 (индекс ГРАУ 8А62). Основой комплекса является баллистическая ракета Р-5М, созданая в качестве носителя головной части с атомным зарядом. Первая в мире ракета средней дальности, которая в ходе операции «Байкал» доставила атомную боеголовку для проведения ядерного взрыва.

## Техническое описание
Ракета Р-5М представляет собой одноступенчатую жидкостную ракету с отделяемой головной частью (боеголовкой, бевой частью, ГЧ, БЧ). За основу была взята ракета Р-5, которая с 1953 года проходила испытания и показывала значительное превосходство по всем ключевым параметрам над эксплуатировавшимися в это время ракетами Р-1 и Р-2. При формирований требований к новой ракете в первую очередь учитывались потребности разработчиков ядерного заряда. Ключевыми требованиями были повышение надёжности и безопасности ракеты, снижение скорости движения головной части, повышение точности и сниженее времени подготовки к старту. Для решения поставленных задач в первую очередь были изменены компоновочные решения, система управления и аэродинамика ракеты.

### Головная часть и аэродинамика
Фугасная боеголовка ракеты Р-5 была относительно простым устройством: корпус должен был выдержать температурные и аэродинамические нагрузки при взлёте ракеты и движении на конечном участке траектории; инициирование заряда происходило от контактного взрывателя, который срабатывал при столкновении с поверхностью Земли; размещение взрывчатого вещества внутри боеголовки не требовало особенных условий. При разработке головной части с атомным зарядом требования значительно ужесточились: нужно было обеспечить постоянную температуру и давление внутри боеголовки на всех этапах движения; подрыв атомного заряда должен был происходить в воздухе на определённой высоте; для успешного решения обеих задач требовалось в два раза снизить скорость движения ГЧ на нисходящем участке траектории.
Для снижения скорости боеголовки была разработана новая форма головной части, которая была короче, использовавшейся на Р-5. Размер атомного заряда был относительно невелик (диаметр около 800 мм и масса 530—560 кг), однако размер головной части составлял 3600 мм в длину и диаметр 1620 мм. Это позволило использовать юбку-стабилизатор, которая формировала пустое пространство позади отсека с ядерным зарядом. Благодаря этому происходило смещение центра аэродинамического давления за центр тяжести ГЧ, что приводило к стабилизации БЧ при движении в плотных слоях атмосферы. А снижение массы (ядерная боеголовка оказалась легче (1300 кг) фугасной (1425 кг)) при большом объёме привело к необходимому снижению скорости боеголовки.
При входе в плотные слои атмосферы головная часть нагреваться до температуры 3000 °C. Чтобы выдержать такую температуру и не разрушиться верхняя часть конуса головной части изготавливалась из графита, а вершина конуса из карбида кремния. Корпус ГЧ покрывался теплостойким минеральным покрытием ТМП-3 толщиной 10-15 мм.
Изменение формы и размеров головной части оказало влияние на вертикальный габарит ракеты: Р-5М имела длину 20,75 м вместо 22,12 м у Р-5. Изменение длины оказало влияние на аэродинамические характеристики ракеты. Чтобы приблизить аэродинамику Р-5М к параметрам, которые были достигнуты и отработаны при разработке Р-5, было решено увеличить площадь воздушных рулей. Несмотря на все старания приблизиться к аэродинамике Р-5, новые аэродинамические решения требовали дополнительного времени и затрат на новые исследования.
Изменения в аэродинамике повлекли изменения в системе управления и компоновке ракеты.

### Система управления и компоновка
Важными решениями при создании ракеты были новые компоновочные и схемотехнические решения. Одним из таких решений был переход на блочную компоновку приборов, что повлекло за собой сокращение кабельной сети на борту и существенно уменьшило количество электрических разъёмов. Для некоторых частей системы управления была изменена схема электропитания, и их подключили к наземным источникам. Это уменьшило количество уязвимых электроузлов и повысило защищённость оставшихся. Упрощение электросхемы привело к упрощению подготовки ракеты к запуску.
Одновременно в схему электропитания было введено дублирование питания системы управления и радиокомплекса. Кроме этого дублирование было применено для ряда критически важных систем. Автомат стабилизации получил два независимых канала управления. Рулевой агрегат получил новую конструкцию. В него было введено шесть рулевых машинок (во всех предыдущих ракетах использовалось четыре). Четыре из них управляли графитовыми газовыми рулями (на каждый руль отдельная машинка). Каждая из двух рулевых машинок раздельно управляла своей парой кинематически связанных аэродинамических рулей. Это привело к индивидуальному управлению по тангажу, рысканью и вращению ракеты. Впервые в системе управления дальностью полёта использовался трёхканальный интегратор.
Блоки системы управления, ранее располагавшиеся в хвостовом (двигательном) отсеке, были перенесены в межбаковый отсек. На освободившемся месте были размещены новые аккумуляторные батареи и главный распределитель системы электропитания. Таким образом элементы, чувствительные к вибрации и тепловым нагрузкам оказались в более комфортных условиях, а их место заняли менее чувствительные системы.
В кормовом отсеке ракеты были установлены четыре 60-контактных разрывных штепсельных разъёма, через которые стыковались наземные и бортовые системы управления и измерений. Отказ от многочисленных штепсельных разъёмов в пользу двух значительно упростило процедуру подготовки ракеты к запуску и снизило вероятность сбоев электросоединений. В целях упрощения подготовительных операций были оптимизированы размещения штуцеров подпитки воздухом и перекисью водорода, 6-штуцерного соединения ПГС, что привело к упрощению пневмогидравлической системы ракеты. Была полностью автоматизирована система запуска двигателя РД-103М.
Двигатель РД-103М являлся усовершенствованной версией РД-103, использовавшегося в Р-5. Модернизированный двигатель имел тягу 44 тонны на уровне моря и 51 тонну в конце активного участка.
Несмотря на технические улучшения различные специалисты высказывали общие опасения о размещении ядерного заряда на борту ракет. По воспоминаниям Б. Е. Чертока осенью 1953 года во время показа ракетной техники А. Н. Туполев сказал: «Страшное это дело, а если уроните на свою территорию?». Одной из мер по повышению безопасности была разработка системы аварийного подрыва ракеты (АПР), которая должна была прервать полёт по команде с Земли при отклонении ракеты более, чем на 7° от директрисы стрельбы. Система АПР инициировалась по команде с земли. При старте ракеты офицеры-наблюдатели специального кинотеодолитного поста отслеживали направление движения ракеты. При опасном отклонении наблюдатель передавал на командный пункт кодовое слово, по которому оператор системы АПР передавал на ракету команду на подрыв или отключение двигателя. Во время серии испытательных пусков систему АПР применили в двух случаях, подтвердив её эффективность.

## Сравнение ракет Р-5 и Р-5М
| Сравнение ракет Р-5 и Р-5М            | Сравнение ракет Р-5 и Р-5М                                                            | Сравнение ракет Р-5 и Р-5М                                    |
|                                       | Р-5                                                                                   | Р-5М                                                          |
| ------------------------------------- | ------------------------------------------------------------------------------------- | ------------------------------------------------------------- |
| Начало эксплуатации                   | 1955 год                                                                              | 1956 год                                                      |
| Боевая часть (БЧ)                     |                                                                                       |                                                               |
| тип БЧ                                | фугасная моноблочная, 2-4 дополнительные фугасные                                     | ядерная 8К62 позже термоядерная                               |
| Мощность (Мт)                         |                                                                                       |                                                               |
| вариант 1                             |                                                                                       | 0,04-0,08                                                     |
| вариант 2                             |                                                                                       | 0,3                                                           |
| вариант 3                             |                                                                                       | 1                                                             |
| вес БЧ (кг)                           |                                                                                       |                                                               |
| одиночная                             | 1000—1425                                                                             | 1350—1400 (1500)                                              |
| с 4 дополнительными                   | 3830                                                                                  |                                                               |
| Высота траектории (км)                |                                                                                       | 304                                                           |
| Дальность стрельбы (км)               |                                                                                       |                                                               |
| с моноблочной БЧ                      | 1200                                                                                  | 1200                                                          |
| с двумя дополнительными БЧ            | 810—820                                                                               |                                                               |
| с четырьмя дополнительными БЧ         | 560—600                                                                               |                                                               |
| Вероятное отклонение от цели (км)     |                                                                                       |                                                               |
| по дальности                          | от −1,5 до +1,5                                                                       | от −1,5 до +1,5                                               |
| боковое                               | от −1,25 до +1,25                                                                     | от −1,25 до +1,25                                             |
| Система управления                    | комбинированная (инерциальная, радиоуправление по дальности и боковая радиокоррекция) | комбинированная, позже только инерциальная                    |
| Органы управления                     | газовые рули                                                                          | газовые и аэродинамические рули                               |
| разработчик                           | лаборатория газоструйных рулей (рук. С. Фонарёв)                                      |                                                               |
| Тип старта                            | вертикальный с наземного стола за счёт собственных двигателей                         | вертикальный с наземного стола за счёт собственных двигателей |
| Скорость полёта (макс. м/с)           | 3000-3016                                                                             | 3016                                                          |
| Время полёта на макс. дальность (с)   | 720                                                                                   | 637                                                           |
| Число ступеней                        | 1                                                                                     | 1                                                             |
| Длина ракеты (м)                      | 21                                                                                    | 20,75-20,8                                                    |
| Макс. диаметр корпуса (м)             | 1,652                                                                                 | 1,652                                                         |
| Размах оперения (м)                   | 3,452                                                                                 | 3,452                                                         |
| Стартовый вес (тонн)                  | 28,57                                                                                 | 28,4-28,61 (28,8-29,1)                                        |
| Вес пустой ракеты (тонн)              | 4,2                                                                                   | 4,39                                                          |
| Вес компонентов топлива               | 24,37                                                                                 | 24,9                                                          |
| Горючее                               | 92 % этиловый спирт                                                                   | 92 % этиловый спирт                                           |
| Окислитель                            | жидкий кислород                                                                       | жидкий кислород                                               |
| Материал баков                        | алюминиево-магниевый сплав АМг3, позже АМг5                                           | алюминиево-магниевый сплав АМг5                               |
| Материал хвостового отсека            | сталь, позже заменена на алюминиевый сплав Д16Т                                       | алюминиевый сплав Д16Т                                        |
| Двигатель                             | однокамерный ЖРД                                                                      | однокамерный ЖРД                                              |
| разработчик                           | ОКБ-456                                                                               | ОКБ-456                                                       |
| Модель                                | РД-103 с ТНА                                                                          | РД-103М с ТНА                                                 |
| главный конструктор                   | В. А. Витка                                                                           | В. П. Глушко                                                  |
| давление в камере сгоран. (кгс/см2)   |                                                                                       | 24,4                                                          |
| удельный импульс на земле (с)         | 219                                                                                   | 219                                                           |
| тяга на земле (тс)                    |                                                                                       | 43,86-44                                                      |
| тяга в пустоте (тс)                   | 43,86                                                                                 | 51                                                            |
| время работы (с)                      | 115,4                                                                                 | 115,4                                                         |
| Пусковая установка                    |                                                                                       |                                                               |
| Тип                                   | наземная (пусковой стол)                                                              | наземная (пусковой стол)                                      |
| Разработчик                           | ГСКБ «Спецмаш»                                                                        | ГСКБ «Спецмаш»                                                |
| Главный конструктор                   | В. П. Бармин                                                                          | В. П. Бармин                                                  |
| Размеры (м) Д×Ш×В                     | 3,02×3,02×3,27                                                                        | 3,02×3,02×3,27                                                |
| Вес (тонн)                            | 6,9                                                                                   | 6,9                                                           |
| Число ракет на ПУ                     | 1                                                                                     | 1                                                             |
| Время подготовки ракеты к пуску (час) | 2                                                                                     | 2                                                             |

## История разработки и испытаний
В апреле 1953 года разработчики ракет начали испытания ракеты Р-5, которая могла забросить 1000 кг взрывчатки на максимальную дистанцию 1200 км и попасть в прямоугольник 6×5 км. 23 августа 1953 года была испытана атомная бомба РДС-4, которая при массе 1200 кг могла использоваться фронтовой авиацией. Опираясь на достигнутые успехи 25 ноября 1953 года В. А. Малышев, Б. Л. Ванников, М. В. Хруничев и Д. Ф. Устинов обратились в ЦК КПСС с предложением о создании ракеты дальнего действия с атомным зарядом. В соответствии с этим предложением НИИ-88 под руководством С. П. Королёва должно было разработать усовершенствованный вариант ракеты Р-5, а КБ-11 под руководством Ю. Б. Харитона, К. И. Щёлкина и Н. Л. Духова создать головную часть с ядерным зарядом. Другим вариантом исполнения ГЧ предлагалось использовать радиоактивный заряд. Последний вариант привёл к созданию боеголовок с боевой радиоактивной жидкостью по программе «Генератор». Данная программа оказалась тупиковой и в третьем квартале 1958 года все работы по радиологическому оружию в СССР были прекращены.
17 декабря 1953 года выходит Постановление СМ СССР № 2962-1274сс «О разработке изделий „ДАР“» в котором ставятся задачи и назначаются ответственные исполнители по созданию «ракет с атомным зарядом („ДАР“)» на основе ракеты Р-5 и атомным зарядом типа РДС-4. В пункте № 5 постановления отдельно оговаривалось:
Учитывая что изделия «ДАР» должны изготовляться с атомным зарядом (...), проектирование, изготовление и испытания изделий «ДАР» проводить в порядке, установленном для атомных и водородных бомб, по планам и под контролем Министерства среднего машиностроения.
Создание ракетного комплекса, включавшего, кроме самой ракеты, комплекс наземного оборудования для транспортировки, хранения и запуска ракеты, началось в соответствии с Постановлением Совета Министров СССР от 10 апреля 1954 года на основе ракеты Р-5. Первоначально ракета имела индекс ГРАУ 8А62М, а позже индекс был изменён на 8К51.
Для проверки решений, направленных на повышение надёжности ракеты, было проведено три запуска, в которых в период подготовки к старту вносились искусственные повреждения систем. В первом запуске был отключен преобразователь питания одного из каналов автомата стабилизации. Во втором запуске была нарушена электрическая цепь потенциометра обратной связи рулевой машинки. В третьем запуске была отключена рулевая машинка одного из газоструйных рулей. Каждая из искусственных неисправностей для любой другой модели ракеты была критической и приводила к аварии. Все три пуска ракеты Р-5М прошли успешно и каждая из ракет достигла цели.

## Эксплуатация
21 июня 1956 года ракета Р-5М была принята на вооружение.
С ноября 1960 года Р-5М использовалась в качестве реальной цели для испытания противоракеты В-1000. Именно Р-5М использовалась для испытания баллистических ракет на «живучесть» в условиях поражения противоракетой: производились пуски с заранее нанесёнными повреждениями системам ракеты и головной части. На Р-5М началась отработка систем противодействия противоракетам по программам «Верба» (надувные ложные цели), «Кактус» (раскрывающиеся ложные цели) и «Крот» (бортовая радиотехническая система активных помех).

## Комментарии
1. ↑  Впоследствии использовалось покрытие из асботекстолита